# ジョニー・ピアソン
ジョニー・ピアソン（Johnny Pearson, 1925年6月18日 - 2011年3月20日）は、イギリス生まれのピアニスト・作曲家。1960年代にはサウンズ・オーケストラル (The Sounds Orchestral) にピアノ奏者として参加、1965年にヴィンス・ガラルディのカヴァーとなる「風の吹くまま(Cast Your Fate to the Wind)」がアメリカ・ビルボードチャートの10位となる。1970年代前半には独立しジョニー・ピアソン・オーケストラを結成した。

## 代表曲
- 朝もやの渚 (Sleepy Shores) 
AMラジオ局、ニッポン放送の日曜深夜、放送休止前に流れる曲。また1980年代には九州朝日放送の天気予報のBGMで流れていた。
- ブルーレディーに紅いバラ (Red Roses for a Blue Lady)
- 渚のシルエット (Lazy Silhouettes)
- 二人の出会い (Today I Met My Love) 
黒沢良のラジオ番組『黒沢良のマイルドタイム』（放芸製作、CBCラジオ、他）、谷村新司のラジオ番組『青春キャンパス』（文化放送）のオープニングとエンディングに使用されていた。また静岡第一テレビのオープニングでの中継局紹介時や、沖縄テレビ放送のオープニング（久米社屋時代最末期）に一時期使用されていた。
- 落ち葉の並木道 (First Love)
『ラジオエッセイ』（綜合放送制作）のテーマ曲に使用されていた。
- ヘザー (Heather)
カーペンターズのアルバム『Now and Then』（イエスタデイ・ワンス・モアが収録されていることで有名。のちにアメリカでは「トップ・オブ・ザ・ワールド」、日本では「ジャンバラヤ」のシングルB面に収録される）にてカバーされている。
- ヘビーアクション(Heavy Action)
アメリカのNFL中継番組『マンデーナイトフットボール』のテーマ曲として使用されている。かつてはイギリス・BBCのスポーツ番組のテーマ曲としても使われていた。

上記の曲のうち、『ブルーレディーに紅いバラ』以外はいずれもピアソン自身が作曲したオリジナル曲である。